# Episodi di Portlandia (settima stagione)
La settima stagione della serie televisiva Portlandia, composta da dieci episodi, è stata trasmessa sul canale statunitense IFC dal 5 gennaio al 9 marzo 2017.
In Italia la serie è inedita.
| n° | Titolo originale          | Titolo italiano | Prima TV USA     | Prima TV Italia |
| -- | ------------------------- | --------------- | ---------------- | --------------- |
| 1  | The Storytellers          |                 | 5 gennaio 2017   |                 |
| 2  | Carrie Dates a Hunk       |                 | 12 gennaio 2017  |                 |
| 3  | Fred's Cell Phone Company |                 | 19 gennaio 2017  |                 |
| 4  | Separation Anxiety        |                 | 26 gennaio 2017  |                 |
| 5  | Amore                     |                 | 2 febbraio 2017  |                 |
| 6  | Friend Replacement        |                 | 9 febbraio 2017  |                 |
| 7  | Portland Secedes          |                 | 16 febbraio 2017 |                 |
| 8  | Ants                      |                 | 23 febbraio 2017 |                 |
| 9  | Passenger Rating          |                 | 2 marzo 2017     |                 |
| 10 | Misunderstood Miracles    |                 | 9 marzo 2017     |                 |